# Chrotoma dunniana
Chrotoma dunniana is een keversoort uit de familie boktorren (Cerambycidae). De wetenschappelijke naam van de soort is voor het eerst geldig gepubliceerd in 1891 door Casey.